# Дистанционна защита
Дистанционната защита измерва импедансът на една електрическа линия по нейното протежение от мястото на поставянето на защитата до мястото на късото съединение (к.с.). При късо съединение измереният импеданс Zкс ще е по-малък от предварително зададения за цялата дължина на линията Zз. Защитата отчита разликата и задейства системата за изключване електрическия ток с прекъсвача на защитавания обект. Дистанционните защити са намерили най-широко приложение за защита на високоволтови въздушни електропроводи, за които може да се запише:
- Zкс =Z0 . lкс, където:

Z0 (Ω/km)е специфичния импеданс на електропровода на километър дължина,
lкс (km) разстоянието (дистанцията) до мястото на к.с.